# Fødevare- og Veterinærklager
Fødevare- og Veterinærklager er en myndighed under Ministeriet for Fødevarer, Landbrug og Fiskeri, der behandler klager over afgørelser truffet af Fødevarestyrelsen. Fødevare- og Veterinærklager blev oprettet den 1. februar 2008 som Sekretariatet for Fødevare- og Veterinærklager og fik sit nuværende navn den 1. november 2010. Fødevare- og Veterinærklagers afgørelser kan ikke påklages til anden administrativ myndighed. Myndighedens formelle grundlag er bekendtgørelse nr. 48 af 19. januar 2011 om Fødevare- og Veterinærklager.